# Grand Theft Auto: Chinatown Wars
Grand Theft Auto: Chinatown Wars, o simplemente GTA: Chinatown Wars o GTA: CW, es un videojuego de acción y aventura de mundo abierto para Nintendo DS, PSP, iPhone, iPod touch, iPad y Android, desarrollado por Rockstar Leeds junto con Rockstar North. Es el décimo juego de la saga Grand Theft Auto. El juego fue anunciado en la conferencia de prensa de Nintendo durante el E3, el 15 de julio de 2008.
Este título difiere de los anteriores porque nos devuelve a la vista aérea de los primeros juegos de la saga.
El juego salió a la venta para la consola Nintendo DS el 17 de marzo de 2009 en Norteamérica y el 20 de marzo de 2009 en Europa. La vista es aérea y usa gráficos Cel shading. El protagonista es Huang Lee y la acción gira en torno a una espada familiar que le es robada al llegar al aeropuerto de Liberty City. El 20 de octubre de 2009 salió para la consola PSP en Norteamérica y el 23 de octubre en Europa. El 17 de enero de 2019 salió para el iPhone y el iPod touch. El 9 de septiembre de 2019 salió para el iPad, el 17 de diciembre de 2019 salió para dispositivos Android.
El juego transcurre en la versión actual de Liberty City. También contiene nuevos personajes, un motor gráfico propio, hace uso de la Conexión Wi-Fi de Nintendo. Es el cuarto juego de GTA publicado en una consola de Nintendo, tras GTA y GTA 2 para Game Boy Color y Grand Theft Auto Advance para Game Boy Advance; el tercero para la PSP, tras GTA: Liberty City Stories y GTA: Vice City Stories y el primero para el iPod touch, el iPhone y el iPad. El juego fue creado por Rockstar Games, en conjunto con Rockstar North y Rockstar Leeds. Actualmente hay versiones de este juego para la PSP, Nintendo DS, iOS, Android y Fire OS.

## Argumento
La historia comienza cuando Huang Lee, de 25 años, deja Hong Kong tras la muerte de su padre, líder de una tríada local. Consigo trae a la Yu Jian, una espada reliquia de la familia Lee para entregársela a su tío Wu "Kenny" Lee, adicto a la pornografía y a las películas de kung-fu. Huang llega a Liberty City y sale del Aeropuerto Internacional Francis junto con la Yu Jian, donde 2 guardaespaldas mandados por su tío vienen a recogerlo, pero a las pocas calles del aeropuerto, unos secuestradores matan a los guardaespaldas y lo atacan dejándolo malherido. Recogen su cuerpo y lo lanzan al Río Humboldt, pero no está muerto, sino que se hizo pasar como cadáver, nada a la orilla y se dirige al Sum Yung Gai, el restaurante de su tío Wu Lee. Huang le cuenta todo y Wu Lee queda furioso y le encarga a él mismo recuperarla, ya que fue él quien la perdió y la necesita para regalársela a Hsin Jaoming, el jefe de la Mafia de Liberty City, para que se pueda convertir en su sucesor. Mientras le deja a Huang un piso franco cerca de su local para que se quede ahí. 
Más tarde, Huang va por orden de Kenny a averiguar porque sus espías desaparecieron. Al investigar, Huang conoce a Ling Shan, una de los espías. La ayuda a escapar de la policía. Después, Ling se va a devolverle el carro a Kenny (ya que Kenny le prestó su carro a Huang). Otro día, Kenny le pide a Huang que entrene con su maestra de armas, que resulta ser Ling. Practica, pero no mucho porque unos matones atacan un Indian Inn protegido por Kenny. van allí y al hacerlo, Ling muere de un disparo en la cabeza, Huang mata a todos los matones y salva al gerente de la tienda. Tiempo después, Kenny le ordena que mate a los demás matones de la banda y que vengue a Ling en el proceso, Huang así lo hace y venga la muerte de su amiga. Más tarde, Huang roba 3 carros lujosos para Chan Jaoming, hijo de Hsin, por orden de Kenny y necesidad de Chan. Después de eso, Huang vende drogas por orden de Kenny a Liam, un traficante de East Island City; es perseguido por la policía, pero escapa. Luego, como varias tiendas ya no confían en la protección de Kenny, Huang quema dos que no le pagaron el alquiler a Kenny e impide que los bomberos apaguen el fuego. Después de ello, Huang recluta nuevos matones para Kenny y para la Mafia, ya que los hombres de Kenny, según él, "son unos mariquitas".
Un tiempo después, Chan Jaoming contacta a Huang porque quiere convertirse en el sucesor de su padre cuando este se retire. Le pide que sabotee el carro del campeón de carreras callejeras para que se estrella la próxima vez que compitiesen. El día de la carrera, el campeón se estrella en un muro y presuntamente muere en el choque. Chan compite en la carrera mientras que Huang evita que los demás adelanten a Chan, quien finalmente gana y confía en que los Tongs empiecen a respetarle. Luego, Huang va al garaje de Chan y este le dice que una amiga suya llamada Melanie Mallard, reportera del Canal 15, va a hacer un documental sobre el tráfico de drogas, pero desde el punto de vista de ellos. También dice que cuando los Tongs vean su gran fama en la tele lo admirarán. Pero le dice que Melanie tuvo un pequeño problema con una violación al estacionarse y le han quitado su furgoneta. Chan le ordena a Huang que vaya a recuperar su camioneta de TV a un puerto de exportación en Playa de Hove y que luego deje el vehículo en un garaje en BOABO. Huang va al muelle, elimina al guardia armado, encuentra la furgoneta, esquiva a los guardias con Micro SMGs, lleva el vehículo a BOABO y habla con Melanie sobre su carrera.
Días después, Melanie contacta a Huang y le habla sobre el protagonismo que tomará Huang en sus documentales. Huang le dice a Mel que simplemente lo hace por hacer un favor a Chan. Luego, se dirigen al muelle de Polígono Industrial donde varios jamaicanos llegan a la zona, dispuestos a robar las drogas que están siendo cargados por lacayos de Chan a las camionetas. Huang mata a los jamaicanos y evita que los hombres y las cajas con droga salgan dañados/as. Más mafiosos jamaicanos vienen a atacar, pero Huang los elimina. Algunos jamaicanos se acercan a la furgoneta a dañar a Mel, pero Huang los elimina y huye de la policía (ya que Mallard los llamó), sin embargo logra perder sus 2 estrellas de búsqueda. Después, Melanie vuelve a llamar a Huang y se reúnen en su departamento en BOABO. Ella le dice a Lee de que quiere filmar en una fábrica de drogas, pero Chan no quiere que filme en una de sus fábricas, pero que si le permite filmar en una fábrica de drogas de propietarios jamaicanos. Ambos se dirigen a Cuestas del Sur para ir a la fábrica, una vez allí, en el primer piso de la fábrica se encuentran con un jamaicano al que Huang liquida rápidamente. A continuación Lee coge el bate y rompe la barrera con él. Más jamaicanos van a atacarlos, pero Lee los mata y les destruye las cajas con drogas. En el segundo piso, un jamaicano quema a Mel, pero Huang lo quema a él, mata a los demás jamaicanos, quema las cajas de hierba y explota una pared con unos explosivos. Mel y Huang avanzan a la otra habitación, donde Lee mata a 3 guardias jamaicanos inmediatamente. Luego se dirigen a la oficina del jefe de la fábrica, allí el jefe tenía activa una granada y muere junto con 2 mujeres que estaban allí, pero Huang y Mel sobreviven a la explosión. Justo en ese momento, Mel identifica a una de las mujeres muertas como Natalie Vanet, otra reportera del Canal 15, luego conversa con Lee y se va, no sin antes de darle $200 dólares. 
Unos días después, Chan es secuestrado por los Irish Killers, amigos del campeón. Huang se dirige al puerto donde están, pero ellos matan a los hombres de Chan y lo dejan al secuestrado dentro de la maletera de su carro mientras que el carro y los demás empiezan a arder. Huang roba un camión de bomberos desocupado , apaga el incendio, huye de los Irish Killers que tratan de eliminarle, y regresa al garaje de Chan, quien le echa la culpa a Huang por lo sucedido. 
Más tarde, uno de los miembros de las Tríadas más respetados por ellas y por los Tongs, Zhou Ming, contacta a Huang porque al igual que Chan, quiere ser el sucesor de Hsin cuando se retire. Le pide que robe un camión de entregas y le pase toda la mercancía, Huang así lo hace. Tiempo después, Uri, un viejo amigo de Zhou, convicto de otro país, viene a Liberty City por problemas médicos. Zhou le pide a Huang que robe la ambulancia donde esta y lo traiga a su club. Huang lo hace y una vez en el garaje del club, Zhou le arranca el corazón a Uri, Huang sorprendido se va de esa escena. Después, Zhou se entera de que Hsin va a explotar unos carros alijos llenos de drogas de traficantes que le faltaron al respeto. Zhou se aprovecha de la situación, le encarga a Huang que desactive las bombas, Huang lo hace, y se queda con una parte de las drogas, ya que otra parte se la da a Hsin, que se enfureció porque Huang y Zhou interfirieron en sus planes.
Tiempo después, Kenny le pide a Huang que le traiga $5.000 para comprar un apartamento, al traerle la plata, Kenny le cuenta que un rico comprador de reliquias ha llegado a la ciudad y que podría comprar la Yu Jian si tropezara con ella. Huang roba la furgoneta que iba hacia donde el comprador estaba, mata a los ocupantes en el apartamento verifica que este la Yu Jian. No está, pero si esta un libro de tratos de los Spanish Lords, eternos enemigos de Kenny. Más tarde, Kenny manda a Huang a proteger una de sus tiendas de los Spanish Lords, quienes terminan siendo eliminados por Huang.
Chan contacta a Huang tiempo después para pedirle perdón y para que le acompañe a un trato de droga con los Spanish Lords. Pero los Spanish Lords traicionan a Chan y Huang se encarga de evitar que muera. Durante la huida de Chan, un policía corrupto llamado Wade Heston para a Huang y le pide que trabaje para él, ya que lo ayudara a salir del problema. 
Después, a petición de Chan, Huang va a la casa de Hsin a conocerlo. Hsin no está impresionado por lo que Huang ha hecho hasta ahora, así que le pide que vaya a tirar un camión cisterna al garito de apuestas de los Spanish Lords. Huang hace lo que Hsin le pide y termina el pedido. 
Después de eso, Huang recibe un correo electrónico de Chan que le pide que se reúna en The Corpse Ride con Mel, Huang va allí y una Burrito llega, de la cual baja un traficante de Chan llamado Xai, quien le comenta a Huang y a Mel sobre que Chan ha recibido un cargamento de una nueva droga a la que él se refiere como más adictiva y tóxica que el Río Humboldt. Xai le pide a Huang que reparta varias muestras gratis para que los yonquis y las prostitutas se enganchen pero no sin antes advertirles de que la droga causa mucha irritabilidad al consumidor, luego le dice a Huang que se divierta y se va. Huang y Mel suben a la furgoneta y se dirigen a la tienda legal de marines ubicada en Playa de Hove para entregar las primeras muestras. En el camino, Melanie le pide a Huang que se apresure ya que no va a terminar de filmar su reportaje, pero Huang le asegura que si lo conseguirá. Al llegar al lugar, Huang lanza una muestra a una pareja de drogadictos, los cuales sin dudarlo empiezan a consumirla. Melanie baja y comienza a grabar todo, pero cuando los yonquis se la terminan, empiezan a atacar a Melanie, por lo que esta sube al vehículo y Huang escapa de los violentos drogadictos. Luego, llegan a un callejón donde Huang comienza a entregar muestras a todos los yonquis y vagabundos del sitio. Como consecuencia, Huang tiene que lidiar con una gran muchedumbre de adictos violentos, además de proteger a Mel, por lo que Huang mata a varios y escapa en la furgoneta con Mel. Luego entregan más muestras a más drogadictos en Cuestas del Sur, pero una banda de traficantes los persiguen por vender drogas en su territorio por lo cual manda taxis llenos de matones con subfusiles para eliminarlos, pero Huang los evita y regresa con Melanie a The Corpse Ride. Al llegar, Melanie le dice a Huang que se vengará de él y lo denunciará a la sociedad por se un "monstruo". Después de recibir 5 bolsas de cocaína, Chan le manda un mensaje a Huang donde le dice que Mel los ha traicionado porque borrará su caras en el documental cuando lo emita en el Canal 15.
Por órdenes de Chan, Huang va a su apartamento donde le dice que ya se emitió el documental de Melanie, pero con su caras borradas y sin sus nombres, luego, le pide que se dirija a Playa de Hove, vaya al Canal 15, destruya los vídeos, que secuestre a Mel y que la lleve al muelle donde él estará. Huang llega al estudio, mata a los guardias. Cuando destruye la cerradura electrónica de una puerta cerrada entra a una habitación donde están Mel y su Camarógrafo. Un guardia de seguridad ciega a Huang con una granada cegadora, cuando ya le pasa la ceguera, Huang elimina a todos los guardias de seguridad con Micro Uzis y pistolas; después, el Camarógrafo huye, pero sin Mel. Huang coge un bate de una habitación y golpea a Melanie, pero sin matarla. Huang abre la puerta del garaje, coge el cuerpo de Mel, y se dirige al muelle donde esta Chan, pero antes persigue al Camarógrafo, ya que él tiene los vídeos. Tras una larga persecución Huang hace un drive-by con el carro y destruye la furgoneta, matando al Camarógrafo y destruyendo los vídeos. Al llegar al muelle, Chan mete a Mel a una de las cajas del muelle a hablar, él le pregunta por qué lo traicionó, ella dice que todo es culpa de Lee. Él lo niega, pero Mel se defiende diciendo que Huang la hizo sentir mal consigo misma. Chan termina confesándole que estaba enamorado de ella, pero que con su traición le ha partido el corazón. Dice que no la quiere matar, pero que no tiene otra opción. Ella suplica por su vida, y Chan la deja ir, pero termina apuntándole en la cabeza con una Micro Uzi, le dispara y Mel muere. Huang observa con sorpresa ya que no esperaba que Chan lo hiciera. 
Luego, Zhou llama a Huang para darles una lección más dura a los traficantes que le faltaron el respeto a Hsin, por lo cual Huang maneja la camioneta al territorio de estos y Zhou mata a los traficantes con una minigun.
Tiempo después, Heston contacta a Huang para decirle que los Midtown Gangsters, una banda coreana aliada a las Tríadas, podría haber robado la Yu Jian, para fregar a Hsin y a Kenny, ya que quieren independizarse de las Tríadas. Huang va por el carro de un coreano con heroína puesta por Heston. Termina matando al conductor del camión que había venido a llevarse el carro. Huang consigue que los policías persigan el carro y lo deja cuadrado en la comisaría. Más tarde, Heston le pide cocaína a Huang y al traérsela, le pide que vaya a matar al coreano dueño del carro (solo le pusieron una amonestación) y sus superiores. Huang sigue al coreano y lo mata junto con sus superiores.
Luego, Kenny llama a Huang para que proteja su mercancía de los Spanish Lords, quienes habían venido a destruirla. Huang los elimina, y sigue el helicóptero de ellos hasta su almacén principal. Al regresar al piso franco de su tío, Kenny le ordena que vaya a robar una furgoneta del almacén. Huang elimina a los guardias, roba la furgoneta y regresa al piso franco. Ya en el garaje, la registra, pero no está la espada, sino 3 bolsas de cocaína, las cuales agrega a su bolsa.
Heston vuelve a llamar a Huang y una vez allí, los dos se dirigen a las guaridas de los Coreanos, donde Heston coloca un micrófono oculto en su base mientras que Huang lo defiende de los matones que se acercan. Lo mismo lo hacen en las dos guaridas restantes. Un tiempo después, Huang va a buscar a Heston en su piso franco y no lo encuentra. Al salir del piso, Heston le envía un correo diciéndole que su equipo y él están atacando a los Wonsu Nodong (otra banda criminal) en los puestos de peaje en Steinway. Huang llega y mata a los matones, sin embargo, encuentra a Heston maniatado con un asesino Wonsu que tiene una minigun; Huang se deshace de él a lo lejos y lo mata antes de que les pudiera decir quien era su jefe. Heston se molesta con Huang ya que perdieron la oportunidad de saber quien era el jefe Wonsu y porque quería arrestar al asesino para quedar bien con Asuntos Internos. Huang le dice que solo vengaba a su padre, pero Hes igual se molesta.
Kenny llama a Huang y le dice que supone ahora que los Wonsu Nodong robaron la espada y le pide que vaya a una reunión de mafiosos amigos de Hsin para que le entreguen un cargamento de droga que debe ingresar a la ciudad. Huang tiene problemas para llegar a la reunión ya que la lancha que le dio Kenny se hallaba en muy mal estado. Huang logra llegar pero luego cuando ya tiene la droga, huye de la guardia costera que le había localizado, sin embargo, logra escapar y entregar la droga a los hombres de Hsin.
Tiempo después, Chan se reúne con Huang para decirle que se acaba de violar a dos gemelas (una normal y la otra travesti) y que sus negocios van bien. Huang le dice que parte de eso era de su tío, pero Chan lo reta a una carrera en el mar. Huang adelanta a Chan por lo cual este le dice que su lancha (se la había robado a los Spanish Lords) estaba en muy mal estado. Los Spanish Lords localizan a Chan y tratan de eliminarlo, pero Huang los mata primero y Chan logra pedir ayuda y un helicóptero lo rescata. 
Zhou llama a Huang después diciéndole que los Coreanos han debido renunciar a su negocio de protección en Castle Gardens debido a sus ataques anteriores. Zhou pregunta a Huang por qué lo hizo, a lo que este contesta que tenía sus razones. Zhou le insulta diciendo que es un idiota, admitiendo también que solían sacar una parte de dinero de ese negocio, pero que ahora los Irish Killers quieren ocupar el lugar, por lo cual Huang quema los suministros de los Irish Killers que se encuentran en las obras de construcción de Castle Gardens. Después de eso Huang roba para Zhou un disfraz de dragón para el desfile en el barrio chino. Huang lo hace y al llegar al punto de reunión, llega Zhou con sus amigos, quienes habían robado el Bank of Liberty y por eso necesitaban escapar y esconderse en el disfraz. Después de ensayar y desfilar, logran salir del barrio.
Un tiempo después, Hsin contacta a Huang para decirle que tienen una rata que le informa a los federales de sus acciones. Incluso por su culpa arrestaron a Chan. Hsin le pide que saque su dinero sucio de la ciudad. Para ello, Huang rescata a sus hombres de los federales, encuentra a su contador y los lleva a todos a un helipuerto en Castle Gardens, donde abordan un helicóptero que los saca del país. Después de eso, Hsin le informa a Huang que Chan salió bajo fianza, pero uno de sus hombres de confianza lo traicionó y vendió a FIB. Hsin le ordena ir a un hotel de Castle Gardens donde encuentra en la baranda un rifle de francotirador desarmado. Huang lo arma, localiza al traidor, le dispara en la cabeza y huye de la policía.
Chan llama a Huang después de aquello y le pide que destruya todas sus falsificaciones para que los federales no las encuentren y Huang lo hace. Después, Chan le dice que Hsin le ordenó a matar a sus propios hombres por lo cual Huang y él suben a un helicóptero lleno de cócteles molotov para matar a los matones en la Isla de la Felicidad. Huang se encarga de los matones y de un helicóptero ajeno mientras Chan pilotea el vehículo.
Luego, Zhou llama a Huang para que lo lleve a donde se encuentran otros 2 miembros de las Tríadas sin que los paparazzi le tomen fotos. Huang lo lleva a su reunión y se encarga de los paparazzi.
Después, Heston llama a Huang diciéndole que va a dejar la cocaína y la heroína, pero que su proveedor no quiere perderlo como cliente favorito, por lo cual lo va a vender a Asuntos Internos ya que tiene pruebas. Huang va a un garaje especial donde colocan bombas en los carros, sigue al proveedor de Heston, encuentra su casa, estaciona el carro-bomba, se aleja y lo explota, destruyendo la casa, las pruebas y matando al mismísimo proveedor. Luego, Heston le dice a Huang que tiene un contacto en el FIB que sabe quién es la rata de los federales, pero que primero tienen que trabajar para él y por orden suya deben destruir un barco de mercancía de Zhou. Huang se encarga de destruir el bote y al hacerlo mata a cualquiera que lo podría delatar.
Justo después de eso, Zhou contacta a Huang para pedirle que recoja la mercancía hundida en el mar (la cual era la misma del barco que Huang destruyó por orden de Heston y por pedido del Contacto del FIB). Huang la recoge y huye de la guardia costera. Más tarde se la entrega a un hombre de Zhou.
Más tarde, Hsin le pide a Huang que asesine a dos Midtown Gangsters con una espada y que le traiga sus DNIs. Huang los mata a ellos y a sus amigos; al terminar, Hsin le pide que lo encuentre en el parque de diversiones. Mientras Huang se dirige allí, Kenny lo llama diciéndole que también va a ir allí, por sospechas. Una vez allí Hsin culpa a Huang de ser la rata pero Kenny llega y le pide que les de más tiempo para encontrar la espada y Hsin acepta, pero advierte que a Huang le iba a ir peor si no conseguía a la rata o la espada. Luego, Hsin le pide que siga a un Coreano que se dirige a donde esta otro Coreano y juntos, Huang los sigue a su guarida. Después, Chen (un hombre de Hsin), otro hombre de Hsin y Huang van a la guarida de los Coreanos y roban los archivos del FIB que tienen, mientras Huang los cubre. al volver, Chen le dice a Huang que lamentablemente no está en los archivos, pero advirtiendo que lo vigilaban.
Hsin contacta a un policía corrupto y detective privado llamado Lester Leroc, quien contacta a Huang y le dice que la rata podría estar en la banda de moteros, los Angels of Death, pero para infiltrarse en la banda necesita que Huang se haga pasar por él y supere las pruebas de iniciación. Huang hace acrobacias, mata a miembros de los The Lost (banda motera enemiga de los A.O.D.) y vuela los cimientos del monoglobo de Meadows Park, lo que hace que el monoglobo caiga en una edificación ya al destruirla mata a muchos miembros de los The Lost. Luego de eso, Lester le pide que vaya a repartir drogas de los Angels para superar la prueba de iniciación final, ya que él no estaba en buen estado. Huang lo hace y evita ser eliminado por los The Lost. Como recompensa, Lester le da 10 bolsas de cocaína que se agregan a la bolsa de Huang y Huang se va.
Un mafioso italiano de gran variedad, llamado Rudy D'Avanzo contacta a Huang y le pide que se reúnan en el cementerio de Steinway, Huang va allí y Rudy le dice que la rata de los federales es Jimmy Capra, un amigo mafioso de Hsin y miembro de la Familia Messina, justo en ese momento, los matones de Capra atacan a D'Avanzo y Lee, pero Huang los mata a todos con disparos y granadas, Rudy le dice que tiene talento y se va en su carro.
Heston llama después a Huang y le dice que su Contacto del FIB les va a decir el nombre de la rata de los federales si le arreglan su escucha ilegal destruyendo el aparato que la interfiere. Huang destruye los 3 aparatos que la interfieren a la escucha y a su GPS, mata a los guardias y acaba el trabajo.
Rudy llama a Huang después de eso y le pide que robe el carro de Capra, ya que puso una grabadora digital y necesita oírla, Huang va al recinto de la Familia Messina, roba el carro, elimina a los guardias y le entrega el carro a D'Avanzo, quien dice que va a escuchar la grabadora cuando la saque del vehículo. Después D'Avanzo llama a Huang diciéndole que Capra si es la rata federal por lo cual Huang le pide la grabación para aclarar las cosas con Hsin, Rudy dice que se la dará si elimina a las demás ratas que se les escuchaba en la grabación. Huang va y elimina a las ratas y a sus compinches.
Hsin llama a Huang y le pide que se reúnan en la Isla de Carga en los archivos decían que un carguero les va a vender armas a los coreanos y le dice que vaya a donde están los Coreanos y los elimine porque no quiere que usen armas contra ellos. Huang va a la venta y los elimina a todos. Luego Hsin y Lee se reúnen en Polígono Industrial y Hsin le dice que gracias a los archivos sabe que los Coreanos ya no son una amenaza para ellos y que la rata federal no se encuentra allí, pero su jefe ha decidido independizarse él y los demás Coreanos de las Tríadas. Huang va a su guarida y mata a todos.
Más tarde, Lester llama a Huang y le dice que Meredith, la novia de Lester Arnold, el jefe de los Angels, tal vez sepa de la rata federal, pero solo los Angels más respetados pueden acercarse a ella, por lo cual Lester decide solucionarles un problema a los Angels y así poder acercarse a Meredith. Huang sigue a Leroc hasta el muelle donde hay camiones de los Angels of Death con mercancía muy valiosa, Huang sigue los camiones y los protege de los The Lost, quienes tratan de pararlos, Huang los elimina y las camionetas llegan a su destino y Lester le agradece porque ahora podrá acercarse a la chica del jefe.
Luego, Heston llama a Huang y le pide que se reúna con él en el restaurante de Middle Park Este. Huang va allí y Heston le pide que recupere el carro de su difunta esposa ya que Asuntos Internos se lo llevó, y porque si sus amigos lo encuentran, los destruirán porque ahí hay pruebas que los podrían delatar en algo. Huang evita a los amigos de Heston y a los federales que vigilan, roba el carro, quema las evidencias, lo lleva a un Pay 'n' Spray para que Heston no descubra que hubo daños, y se lo entrega Heston, quien se lo agradece.
Lester llama a Huang y le dice que los Angels sospechan que Meredith y él se están enrollando a espaldas de Arnold, Huang le pregunta por qué y Lester dice que son gente muy sospechosa, y que además, solo fue un oral. Huang entiende a lo que se refiere y cuando Lester va a recoger a Meredith, los defiende de los Angels of Death que se acercan. Al llegar al departamento de Meredith, en Beechwood City, Huang los sigue defendiendo hasta que los A.O.D. dejan de venir. Luego Lester le manda un correo electrónico a Huang diciéndole que Meredith le ha dicho la respuesta a su pregunta y que los Angels no tenían nada que ver, no había una rata federal en su banda.
D'Avanzo llama a Huang después de eso, le pide que se reúna con él en Holanda Norte. Al llegar, le dice Lee que tiene una copia de la grabación pero que se la dará si lo acompaña a una reunión con Capra ya que él quiere hacer las pases con D'Avanzo. Por si acaso, D'Avanzo le da un rifle de francotirador desarmado para que lo arme y dispare si algo sale mal. Al llegar al punto de reunión Capra revela que lo de "hacer las pases" era mentira y embosca con sus hombres a Rudy. Huang lo protege y mata a los hombres de Capra, pero Capra escapa de ahí.
Luego de eso, Hsin llama a Huang para que se reúna en su ático. Al llegar ahí Hsin le dice que su tregua con la Familia Messina se fue al garete por culpa de Huang, Huang le dice que Rudy tiene una grabación donde Capra hablaba con los federales, Hsin le pregunta si la oyó a lo que Huang le responde negativamente. Hsin le dice que Rudy lo había engañado y le pide que lo asesine rápidamente. Huang va a los lugares donde se reunió con D'Avanzo (a excepción del cementerio), al llegar a Holanda Norte, encuentra el carro de Rudy. Huang entra a la tienda y escucha a Rudy diciéndole a uno de sus secuaces que lo había engañado para fastidiar a Capra, Huang mira la escena y encuentra a Rudy con vestido de mujer, maquillado y pintado, Rudy escapa en su carro y su secuaz con el que estaba hablando y otro secuaz atacan a Huang, pero él los mata y luego persigue a Rudy, cual al final mata al destruir su carro.
Heston llama a Huang y le dice que el nombre de la rata está en los ordenadores del FIB, pero que para saber la identificación de la rata, le pide a Huang que los piratee y borre cualquier evidencia de su presencia ahí. Huang va, repite el proceso 4 veces y consigue los nombres de la rata, quienes resultan ser 2, Chan Jaoming y Zhou Ming.
Luego, Wu "Kenny" Lee llama a Huang y le pide que se reúna con él en el Libertonian Museum. Huang le cuenta lo de Chan y Zhou, por lo cual Kenny decide ir con Huang al ático de Hsin para mostrarle los informes del FIB. Huang y Kenny se dirigen al ático mientras evitan ser eliminados por los hombres de Hsin, de Zhou y de Chan. Llegan al ático con vida y al mostrarle los informes Hsin dice que castigaran a Chan y Zhou y nombra a Kenny como su sucesor ya que él se irá a Macoa a acostarse con unas prostitutas.
Huang llega a los muelles de Playa de Hove para ir a eliminar a Chan, pero antes 2 miembros de las Tríadas (que son dos de los mismos que Huang reclutó para Kenny) enviados por Kenny llegan para ayudarlo. Matan a los hombres de Chan en el muelle y en el almacén y se dirigen a la salida para encontrarse con Chan. Chan le dice a Huang que no es el traidor, pero Huang le dice que sí, Chan huye con un secuaz suyo en su Banshee dejando a 2 secuaces para que ataquen a Huang y a sus compañeros. Huang y sus compañeros matan a los secuaces y luego Huang persigue a Chan hasta que logra que Chan y su subordinado bajen del Banshee y una vez fuera del carro los elimina.
Luego, Huang se dirige al sitio de construcción de Castle Garden donde quemó los suministros de los Irish Killers por orden de Zhou, los hombres de Zhou se encuentran allí y tratan de eliminar a Huang, pero él los mata y se dirige donde está Zhou, Zhou le dice que lo están utilizando y que no lo obligue a matarlo y Huang le dice que el que va a morir es él. Zhou sube a su helicóptero (probablemente un Buzzard) y trata de eliminar a Huang, pero Huang utiliza un lanzacohetes para dañar el helicóptero haciendo que Zhou pierda el control de él y se estrelle con la puerta del recinto, matándolo.
Después de haber eliminado a Zhou, Heston le envía un correo electrónico a Huang diciéndole que asuntos Internos va por él y que Zhou y Chan no eran las ratas federales, porque su Contacto le mintió ya que trabajó todo este tiempo para el jefe de los Wonsu Nodong. Le pide que se reúna con él en la piscina municipal de Isla de Carga, Heston le dice a Huang que su contacto y el jefe Wonsu se van a reunir en la Desalinizadora de Liberty City. Huang y Wade se dirigen ahí y encuentran al contacto de Heston con el jefe Wonsu. Huang lo reconoce de inmediato: es su tío, Wu "Kenny" Lee. Kenny trata de explicarse pero Huang no le cree, en ese momento dos oficiales de Asuntos Internos llegan para detener a Wade y dos oficiales del FIB llegan para detener a todos. Huang y Heston eliminan a los oficiales junto al Contacto de Heston, y persiguen a Kenny. Esquivan a los matones Wonsu, sin embargo Kenny se dirige al muelle y escapa en una lancha. Heston y Huang toman otra lancha y mientras Heston maneja Huang elimina motos acuáticas con matones y un helicóptero con otro matón. Al llegar a Isla Colonial, destruyen la lancha de Wu pero él va al estacionamiento del muelle y roba un carro. Wade y Huang agarran otro carro y lo persiguen mientras evitan que la policía los detenga con sus barricadas y patrullas. Logran llegar al destino de Kenny, cual es el ático de Hsin. Dentro del ático, Wu le dice a Hsin que todo era por su culpa y amenazando con que iba a matarlo antes de que Huang fuera a matarlo a él. Una vez que Huang y Heston llegaron al ático, Hsin le revela que su tío fue quien mató a su padre, Kenny le reclama que era su prueba y que le había ordenado recoger la espada y que sino lo hubiera obligado a matar a su hermano para traerle la Yu Jian nada de eso habría pasado, Hsin le dice que si le hubiera entregado la Yu Jian, se habría convertido en el líder de las Tríadas, por lo cual Kenny le exclama que no estaba dispuesto a quedar a la sombra de su hijo ni dejar que se llevara el crédito del liderazgo. Hsin revela que él ordenó que robaran la Yu Jian y que dieran por muerto a Huang Lee, además de engañar al FIB y culpar a Chan y Zhou para que no hubiera obstáculos en la sucesión del liderazgo de la triada. Kenny, enfurecido hiere con la Yu Jian a Hsin. y le revela a Huang que se alegraba haber matado a su padre. Huang decide enfrentar a su tío, Kenny ataca con la Yu Jian a Huang pero él lo mata al instante. Hsin le dice a Huang que si quiere se puede convertir en el nuevo líder de las Tríadas, Huang se queda callado sin decir nada. En ese momento llega la policía y detiene a Huang, pero Wade dice que este es su arresto y que detiene a Hsin Jaoming, por lo cual la policía arresta a Hsin y deja libre a Huang, consiguiendo que Wade quede limpio para Asuntos Internos.
Al salir del ático, Huang recibe un correo de un tal amigo llamado Sean, quien le dice que encuentre 2 estatuas chinas de leones guardianes llamados: Leones Fo. Luego de mucho esfuerzo, Huang logra encontrarlas.
Meses después, siendo ya el nuevo líder de las Tríadas, Huang recibe el correo de un hombre misterioso diciéndole que lo espera detrás del Sum Yung Gai de Cerros de la Cerveza. Huang va allí y el hombre misterioso le dispara con una escopeta, Huang esquiva la bala con facilidad y el hombre lo felicita. Después le dice que se llama Xin y que tiene un trabajo para él, Huang pregunta en que consiste, Xin le responde que pueden ganar una fortuna y que antes tenía una socia perfecta pero alguien se la cargo, y le dice a Huang que solo debe distraer a la policía con un Rhino (Tanque) de Seguridad Nacional. Huang maneja hacia el Aeropuerto Internacional de Francis. Huang llega al sitio indicado en el mapa y roba el Rhino. Destruye todo lo que se le ponga enfrente con el Rhino hasta que consigue 3 estrellas de búsqueda, después Xin le manda un correo diciéndole que ya acabó y le avisa que tire el Rhino al mar y escape por la escotilla, Huang se dirige a la costa más cercana, lo tira, escapa por la escotilla y así pierde a la policía. Después de eso, Xin lo llama diciéndole que la policía le ha atrapado después de terminar el trabajo, le dice que ha matado a algunos policías pero que ya lo hirieron así que le pide a Huang que lo vaya a rescatar si es que quiere más plata. Huang va a donde entra en el vehículo donde Xin esta, y huye con él de la policía, ya que consiguen 4 estrellas de búsqueda, pero logran huir y logran llegar a la parte posterior del Sum Yung Gai de Kenny, ahí, Huang le pide la plata a Xin, pero él le dice que se gastó toda la plata en el funeral de su socia y que pensaba que no le importaría ya que dice que Huang la mató, Huang desconcertado le pide una explicación a Xin, Xin grita que era su hermana y Huang entiende que se refiere a Ling Shan, la difunta maestra de armas del difunto Wu "Kenny" Lee, Huang le dice a Xin que ya la vengó y mató a todos los involucrados a su muerte, Xin le reclama a Huang ya que si era tan bueno no hubiera dejado que ella muriera. Huang reclama que donde estaba él ya que de todas formas era su hermana, su socia, Xin dice que no importa que fue Huang el culpable a lo que el responde que él no fue el que falló si no Xin. Xin se disculpa y Huang dice que no se preocupe, que él también perdió al tío Kenny, uno de sus seres queridos, y que se recuperara; le pide ser su socio ya que es como un "hermanito irritante", Xin responde con "Un hermano de cojones" (por desprecio a sí mismo) y muere desangrado. Huang sale del carro, recoge los $200 dólares, y se va.
Y así termina Grand Theft Auto: Chinatown Wars, pero 8 personajes aleatorios, llamados Wilhelm, Giorgio, Marcy, Alonso, Cherie, Guy, Tommy y Selma, te darán en total 14 misiones más, pero secundarias. Además, hay una misión extra que consiste en volver al Almacén de los Spanish Lords y robar otra camioneta con mercancía.

## Misiones
A continuación esta la lista de misiones del juego, al costado, en paréntesis, está escrito el nombre del jefe de la misión. El juego tiene en total 80 misiones (63 misiones primarias, 5 misiones primarias solo disponibles en la versión PlayStation Portable, 2 misiones primarias desbloqueables, 14 misiones secundarias y 1 misión extra.

### Misiones Primarias
1. Yu Jian (Jefe: Huang Lee) (aunque cuenta como de Wu "Kenny" Lee)
2. Pursuit Farce (Jefe: Wu "Kenny" Lee)
3. Under the Gun (Jefe: Wu "Kenny" Lee)
4. Payback (Jefe: Wu "Kenny" Lee)
5. The Wheelman (Jefe: Wu "Kenny" Lee)
6. Tricks of the Triad (Jefe: Wu "Kenny" Lee)
7. Natural Burn Killer (Jefe: Wu "Kenny" Lee)
8. Recruitment Drive (Jefe: Wu "Kenny" Lee)
9. Pimp His Ride (Jefe: Chan Jaoming)
10. Whack the Racers (Jefe: Chan Jaoming)
11. Parking Pickle (Jefe: Chan Jaoming) (Exclusiva para PlayStation Portable)
12. Dock'u'mental (Jefe: Melanie Mallard) (Exclusiva para PlayStation Portable)
13. Factory Fun (Jefe: Melanie Mallard) (Exclusiva para PlayStation Portable)
14. Jackin' Chan (Jefe: Chan Jaoming)
15. Stealing the Show (Jefe: Zhou Ming)
16. Flatliner (Jefe: Zhou Ming)
17. Bomb Disposal (Jefe: Zhou Ming)
18. Carpe 'Dime' (Jefe: Wu "Kenny" Lee)
19. Store Wars (Jefe: Wu "Kenny" Lee)
20. Raw Deal (Jefe: Chan Jaoming)
21. Driven to Destruction (Jefe: Zhou Ming)
22. Trail Blazer (Jefe: Hsin Jaoming)
23. Half Cut (Jefe: Melanie Mallard) (Exclusiva para PlayStation Portable)
24. Sources (Jefe: Chan Jaoming) (Exclusiva para PlayStation Portable)
25. The Tow Job (Jefe: Wade Heston)
26. The Tail Bagging the Dogs (Jefe: Wade Heston)
27. Copter Carnage (Jefe: Wu "Kenny" Lee)
28. Kenny Strikes Back (Jefe: Wu "Kenny" Lee)
29. Weapons of Mass Distraction (Jefe: Wade Heston)
30. Street of Rage (Jefe: Wade Heston)
31. Missed the Boat? (Jefe: Wu "Kenny" Lee)
32. Sa-boat-age (Jefe: Chan Jaoming)
33. Cash and Burn (Jefe: Zhou Ming)
34. Dragon Haul Z (Jefe: Zhou Ming)
35. The Offshore Offload (Jefe: Hsin Jaoming)
36. One Shot, One Kill (Jefe: Hsin Jaoming)
37. Counterfeit Gangster (Jefe: Chan Jaoming)
38. Slaying With Fire (Jefe: Chan Jaoming)
39. The Fandom Menace (Jefe: Zhou Ming)
40. Operation Northwood (Jefe: Wade Heston)
41. Torpedo Run (Jefe: Wade Heston)
42. So Near, Yet Sonar (Jefe: Zhou Ming)
43. By Myriads of Swords (Jefe: Hsin Jaoming)
44. A Shadow of Doubt (Jefe: Hsin Jaoming)
45. Friend or Foe? (Jefe: Hsin Jaoming)
46. Double Trouble (Jefe: Lester Leroc)
47. Faster Pusher Man! Sell! Sell! (Jefe: Lester Leroc)
48. Grave Situation (Jefe: Rudy D'Avanzo)
49. Scrambled (Jefe: Wade Heston)
50. Steal the Wheels (Jefe: Rudy D'Avanzo)
51. The World's a Stooge (Jefe: Rudy D'Avanzo)
52. Arms Out of Harm's Way (Jefe: Hsin Jaoming)
53. The Wages of Hsin (Jefe: Hsin Jaoming)
54. Convoy Conflict (Jefe: Lester Leroc)
55. Evidence Dash (Jefe: Wade Heston)
56. See No Evil (Jefe: Lester Leroc)
57. Oversights (Jefe: Rudy D'Avanzo)
58. A Rude Awakening (Jefe: Hsin Jaoming)
59. Wi-Find (Jefe: Wade Heston)
60. Rat Race (Jefe: Wu "Kenny" Lee)
61. Clear the Pier (Jefe: Huang Lee) (aunque cuenta como de Chan Jaoming)
62. Hit From the Tong (Jefe: Huang Lee) (aunque cuenta como de Zhou Ming)
63. Salt in the Wound (Jefe: Wade Heston)
64. Deadly Xin (Jefe: Xin Shan) (Solo si encontraste los 2 Leones de Fo y te uniste al Rockstar Games Social Club, excepto versiones móviles donde solo basta encontrar los Leones de Fo)
65. Xin of the Father (Jefe: Xin Shan) (Solo si encontraste los 2 Leones de Fo y te uniste al Rockstar Games Social Club, excepto versiones móviles donde solo basta encontrar los Leones de Fo)  

### Misiones Secundarias
66. A Love for Failure (Jefe: Wilhelm)
67. Town Hall Auction (Jefe: Wilhelm)
68. Guess Who's Screaming Again (Jefe: Wilhelm)
69. The Ride of My Life (Jefe: Marcy)
70. That's Karma (Jefe: Marcy)
71. Guy (Jefe: Guy)
72. Alonso (Jefe: Alonso)
73. Verbal Diarrhea (Jefe: Selma)
74. Don't Leave Me This Way (Jefe: Selma) 
75. Second Amendment (Jefe: Tommy)
76. Trigger Finger (Jefe: Tommy)
77. Revenge of the Hookers (Jefe: Cherie)
78. Let's Bug My Wife (Jefe: Giorgio)
79. Next! (Jefe: Giorgio)
80. Misión Extra (Jefe: Huang Lee)

## Personajes

### Personajes principales
- Huang Lee: Protagonista del juego. Lee se dirige a Liberty City tras la muerte de su padre, consigo trae a Yu Jian, una espada reliquia de la familia Lee. Al salir del aeropuerto lo abordan y le roban la espada. Al final logra recuperarla, vengar la muerte de su padre y se convierte en el nuevo líder de las Tríadas de Liberty City.
- Wu "Kenny" Lee: Tío de Huang y antagonista principal. Al principio Huang era su empleado junto con Ling Shan, su maestra de armas, y Xin Shan, su sicario; pero Huang descubrió que él fue quien mató a su padre y el que robo la espada Yu Jian. Termina siendo asesinado por Huang.
- Chan Jaoming: Subjefe de la banda, que controla su padre Hsin Jaoming, amante de las carreras y de las prostitutas transexuales, al final muere asesinado por Huang creyendo que Zhou y él eran las ratas de los federales, lo cual era mentira. Su apellido hace referencia al exjugador de basketball Yao Ming.
- Zhou Ming: Jefe de los Ming. Establece fuerte contacto con Chan Jaoming y su padre. Él y el padre de Chan son los mayores traficantes de Liberty City, muere asesinado por Huang creyendo que Chan y él eran las ratas de los federales, lo cual era mentira. Zhou tiene el mismo apellido que el exjugador de basketball Yao Ming.
- Wade Heston: Policía corrupto de la LCPD, siempre dispuesto a ayudar a Huang y a sus amigos. No es tan amigo de Zhou, a quien destruyó uno de sus cargamentos de drogas.
- Hsin Jaoming: Jefe de las Tríadas y padre de Chan. Gran traficante de drogas junto con Zhou. No confía en sus ex-aliados, los Angels of Death, ni en los Midtown Gangsters y ni en los Coreanos; por esta razón conoce a Lester Leroc. Al final es arrestado y le deja las Tríadas a Huang. Su apellido hace referencia al exjugador de basketball Yao Ming.
- Lester Leroc: Policía corrupto, divorciado, imitador de Elvis Presley en algunos bares, espía de los Angels of Death, frecuenta en los Burger Shot y fiel servidor de Hsin Jaoming. Huang tendrá que hacer misiones para infiltrarle en los Angels of Death y así saber si ellos son los traidores. Tiene sexo oral con Meredith, la novia del jefe de los A.O.D., ya que esta se enamoró de él. Los A.O.D. los persiguen, pero Huang los elimina. Al final, Meredith le revela a Lester que no había ninguna rata en su banda.
- Rudy D´ Avanzo: Un mafioso italiano de la variedad, Rudy cruza el pasillo para hacer negocios con Huang por necesidad. Le dice que Jimmy Capra, miembro de la Familia Messina es la rata de los federales, lo cual es mentira. Se ve que es presionado por miembros del FIB. Muere asesinado por Huang por órdenes de Hsin por haberlo utilizado.
- Ling Shan: Maestra de defensa de Wu "Kenny" Lee y buena amiga de Huang. Muere cuando uno de los matones (probablemente un Spanish Lord) que asaltaba el Indian Inn protegido por Kenny le dispara en la cara.
- Xin Shan: Hermano de Ling y sicario de Kenny. Después de que Huang se convierte en el nuevo líder de las Tríadas, lo contacta para darle trabajo. Al final se le encuentra en un auto robado y muere desangrándose.
- Melanie Mallard: Reportera del Canal 15 y novia de Chan. Chan la llamó para que hiciera un reportaje de drogas y así poder salir en la tele. Melanie no cumple la promesa por lo cual al final, Chan y ella se meten en un contenedor de basura, donde Chan la mata con una Micro Uzi. Solo aparece al igual que Xai y Natalie Vanet, en la versión PlayStation Portable del juego.

### Personajes aleatorios
- Wilhelm: Es el director de una empresa mobiliaria. Al conocer a Huang le pide que lo lleve al ayuntamiento para una subasta. Más tarde, le vuelve a pedir que lo lleve a una subasta. Cuando se encuentra con Huang por tercera vez consecutiva, le dice que perdió todo incluidas las llaves de su casa, por lo cual se tira al río y se ahoga. Huang encuentra las llaves de su casa y se queda con el piso franco de Wilhelm.
- Marcy: Mujer de mediana edad. Al conocer a Huang le pide que la lleve a divertirse porque le han diagnosticado un mes más de vida. Al encontrarselo por segunda vez le dice que planea demandar al hospital por haberse equivocado, ya que el diagnóstico no era correcta, Huang la lleva al bufete de sus abogados, pero al dirigirse al bufete, Marcy muere atropellado por un Comet. Sin embargo, para evitar que muera, puede suceder un glitch donde Marcy se quedará parada al lado de Huang, no se dirigirá al bufete, y el Comet no la atropellara. Lo siguiente que hará será caminar como un peatón normal, pero si se le pega, morirá repentinamente.
- Cherie: Es una prostituta muy vengativa. Al conocer a Huang, le ofrece sus servicios, pero como Huang le responde negativamente, llama furiosa a sus amigas prostitutas para que maten a Huang, sin embargo, este último las mata a todas. En caso de que Huang no mate a Cherie, ella escapara del callejón.
- Selma: Mujer muy loca. Al conocer a Huang, le pide que la lleve a su casa, porque tiene miedo que la violen mientras espera un taxi. Al encontrarlo por segunda vez, lo persigue porque lo ama, sin embargo Huang logra escapar, aunque también puede matarla.
- Alonso: Persona muy imaginativa. Al conocer a Huang le pide que lo lleve a la estación de buses. Por su forma de hablar, Huang sospecha que se metió una droga y que ojalá no fuese él quién se la vendió. Una vez en la estación, Alonso ataca un bus pensando que es un dragón. Si Huang se queda mirando, el bus quedará muy dañado, y explotará, matando a Alonso, pero Huang lo puede salvar si se lleva el bus, lo cual hará que Alonso termine caminando como un peatón normal.
- Guy: Actor de películas porno. al conocer a Huang le pide que lo lleve al casting de "Operación: Porno" con sus amigas en una Stretch (limusina). Huang lo lleva mientras él mantiene relaciones con sus amigas. Al llegar, sus 6 amigas bajan, pero él no baja porque no se excitó suficiente. Luego, Huang puede llevarse la Stretch.
- Giorgio: Vendedor de hotdogs. Al conocer a Huang le pide que ponga un rastreador en el vehículo de su esposa Phyllis, ya que esta no quiere tener sexo con él y sospecha que tiene un amante. Al encontrarselo por segunda vez, le pide que lo lleve donde esta Phyllis. Al llegar al coche de su esposa, descubre que tiene una doble vida como prostituta, pero no le importa y le paga para tener sexo con ella después de mucho tiempo. Después, Huang puede explotar el coche, matándolos a los dos si quiere, sin embargo, esto no cambiará la historia.
- Tommy: Hombre muy paranoico y con miedo a los terroristas. Al conocer a Huang le pide que robe un camión de Ammu-Nation, porque necesita armas para proteger a su familia. Al encontrarlo por segunda vez, Tommy le dispara a muchos peatones inocentes, culpándolos de terroristas, causando que la policía se centre en Huang y él, pero Huang logra escapar. Se le puede matar al encontrarlo por segunda vez, sin embargo, esto no alterará la historia.

## Jugabilidad
El juego tiene una presentación diferente de los anteriores juegos de la saga. En lugar de una vista a nivel del suelo detrás del protagonista o una perspectiva de arriba hacia abajo, utiliza una cámara aérea totalmente giratoria de la cámara en ángulo hacia abajo en la acción. El juego también utiliza gráficos cel shading con sombreado negro esboza para producir un libro de historietas. El título tiene lugar en la versión Liberty City de Grand Theft Auto IV, pero sin Alderney.
A diferencia de Grand Theft Auto IV, el jugador tiene que destruir el mayor número posible de coches policía para escapar de la policía en vez de dejar una "zona de búsqueda". La interfaz de usuario está diseñado como la de un PDA. Hay también un minijuego de tráfico de drogas, que permitirá a los jugadores vender heroína, cocaína, MDMA, LSD, cannabis y tranquilizantes alrededor de la ciudad. Los jugadores reciben un beneficio a través del reconocimiento de las condiciones del mercado y las demandas sobre la base de la geografía y navegan sus productos en consecuencia. Las cámaras de seguridad funcionará como el juego del secreto de los paquetes, que aumentará los precios de venta si no son destruidos. Las recientes actualizaciones han mostrado la pantalla superior del juego, mientras que la pantalla inferior permitirá a los jugadores utilizar elementos de control como el PDA, el GPS, la radio (que en iOS se puede usar canciones de la biblioteca iTunes), el acceso a la población en el mapa, o el uso de cóctel molotov y granadas. También posee muchas aplicaciones del Grand Theft Auto IV como el HUD y el soporte para silbar al taxi a través del micrófono de la Nintendo DS. Ammu-Nation hace un retorno en forma de un sitio web en el juego donde el jugador puede pedir sus diversas armas a través de la PDA y se entregan las armas en los pisos francos. La Revista oficial de Nintendo describe al juego como "uno de los más grandes y más complejos juegos que jamás se ha hecho para la DS", con 800.000 líneas de código.

## Características
Ya que este juego vino inmediatamente después de GTA IV, tiene varias características similares. Se puede ver como el indicador del auto parpadea cuando va a girar, las físicas son realistas (aunque no tanto como en GTA IV), por ejemplo los choques depende de la velocidad y el ángulo en el que estemos. Si te atropellan, algunas personas bajan de su auto a ver tu estado, y otras escapan de la escena. La policía puede llegar a ser uno de los factores más realistas del juego, en realidad, nuestro personaje, Huang Lee, no es el centro de atención de Liberty City. Otros criminales tan despiadados como el jugador aparecerán, la policía los buscará y atrapará, las carreras callejeras también están presentes, hasta cuando no participas en ellas, si eres policía puedes ver el "nivel de estrellas" que tiene cada criminal de Liberty City, y puedes llegar a ver tanques, policías y el NOOSE por la ciudad, pero no te persiguen a ti. En general, eres solo un pedazo de Liberty City, pues las calles están llenas de vida. La gente se sienta, conversa, abre sus paraguas cuando llueve, lee el periódico, mata policías, hace las compras, ejercita, hace yoga en lugares tranquilos como el parque y, el factor esencial del juego, trafica droga. Si estás paseando por la ciudad puedes encontrarte con atracones de tráfico, debido a un accidente de tránsito, y los "accidentados" se quejan, gritan a los agresores, la policía detienen a los agresores. Con el lápiz táctil de la Nintendo DS (pantalla táctil en iOS y Android) se pueden realizar diversas acciones: romper la ventana de un auto bajo el agua para escapar de él, pagar el peaje, lanzar cócteles molotov, granadas, minas y granadas cegadoras, robar un auto, en las misiones de ambulancia debes revivir a los pacientes, armar un rifle de francotirador, y, lo más importante, traficar droga. Dichas acciones son activadas vía Quick time events en PSP, debido a que dicha consola no cuenta con pantalla táctil. Las diferencias de este juego con sus predecesores es que no puedes llevar prostitutas a tu auto y tener relaciones sexuales, las bicicletas, aviones y helicópteros no son manejables, y en el caso de los helicópteros, sin usar trampas Action Replay DS, y al llegar al Francis International Airport y meterte en la pista de aterrizaje no tienes cuatro estrellas, como en GTA IV. Las cámaras son repartidas en toda la ciudad y pueden destruirlas con granadas o bombas molotov.

### Vehículos
El juego utiliza un sistema de robo de vehículos diferentes de los demás juegos de la saga Grand Theft Auto. Dependiendo del vehículo, puede encender de diferentes formas sin activar la alarma en su interior. En vehículos antiguos, es posible encenderlos con un destornillador o crear cortocircuito. En vehículos nuevos, se puede hackear la computadora para que no active la alarma. Después de hacerlo, la alarma del vehículo se puede configurar, por lo que se puede desactivar con un dispositivo especial. Es posible volcar vehículos o arderlos en llamas.

### Social Club
Se ha confirmado el uso de Rockstar Games Social Club. Los jugadores podrían usar esto para subir sus estadísticas de juego a través de Conexión Wi-Fi de Nintendo y PSN. Además, se pueden descargar las misiones extra tras completar el juego. Con el cierre de CWF, no es posible usar Social Club y con el cierre de Gamespy, ciertas funciones quedaron desactivadas. Las misiones extra de Social Club aparecen en iOS y Android, que ya no requieren de esa función.

## Recepción

### Nintendo DS
Ha sido recibido con buenas críticas por parte de los usuarios y por parte de la revista oficial de Nintendo colocándose en gamerankings y en muchas otras páginas como el mejor juego de Nintendo DS que se puede encontrar.
Pero desde Rockstar se sienten algo decepcionados porque, a pesar de las buenas críticas, no han sido buenas las ventas en su debut en el Reino Unido, así como ocurrió en la mayor parte del mundo.

### PSP
Las críticas han sido muy positivas haciendo referencia a que no ha perdido nada de lo que fue la versión de Nintendo DS, los gráficos mejorados, las nuevas misiones, etc. Pero ha sido criticado por la "facilidad" de los minijuegos, por la falta de voces y por ser como una 2º versión del juego. Esa crítica fue hecha porque los analistas piensan que Rockstar no ha aprovechado al máximo a la consola y solo le han hecho unos cambios superficiales.